# Nigel Richards
Nigel Richards (født 1967) er en New Zealandsk-malaysisk Scrabble-spiller, der er bredt anerkendt som den bedste Scrabble-turneringsspiller nogensinde. Han blev født og voksede op i New Zealand. Richards blev verdensmester i 2007, og gentog dette i 2011, 2013, 2018, and 2019. Han vandt også det tredje World English-Language Scrabble Players’ Association Championship (WESPAC) i 2019.
Richards har vundet den amerikanske mesterskab (fire gange i træk fra 2010 til 2013), ottedobbelt vinder af UK Open, 11-dobbelt vinder af Singapore Open Scrabble Championship og 15-dobbelt vinder af King's Cup i Bangkok, der er verdens største Scrabble-konkurrence.
I 2015 vandt han det franske Scrabble-mesterskab, på trods af, at han ikke talte fransk, men han brugte 9 uger på at studere den franske ordbog. Han vandt det igen i 2018, og har adskillige duplicate-titler fra 2016.
I 2024 opnåede Richards en lignende præstation, da han vandt spanske Scrabble-mesterskab, ligeledes uden at kunne sproget.